# Ruta Nacional 11 (Japón)
La Ruta Nacional 11 (国道11号 Kokudō 11-gō?) es una ruta que comunica las ciudades de Tokushima (en la prefectura de Tokushima) y Matsuyama (en la prefectura de Ehime). Durante la Era Meiji era conocida como camino de Sanuki (讃岐街道 Sanuki-Kaidō?). En el tramo que va desde la prefectura de Tokushima a la prefectura de Kagawa corre paralela a la autovía de Takamatsu (高松自動車道 Takamatsu-Jidōshadō?), y el que atraviesa la prefectura de Ehime lo hace con la autovía de Matsuyama.

## Datos
- Distancia recorrida: 238,8 km
- Inicio de recorrido: Cruce Kachidokibashi (かちどき橋交点 Kachidokibashi-kōten?), en la Ciudad de Tokushima (Prefectura de Tokushima). Punto de inicio de la Ruta Nacional 55 (国道55号 Kokudō 55-gō?) y punto final de las rutas nacionales 28 (国道28号 Kokudō 28-gō?) y 195 (国道195号 Kokudō 195-gō?).
- Fin de recorrido: Cruce Shiyakushomae (市役所前交点 Shiyakushomae-kōten?), en la Ciudad de Matsuyama (Prefectura de Ehime). También es el punto final de las rutas nacionales 33 y 56; y el punto de inicio de las rutas nacionales 317, 379, 440 y 494.

## Principales localidades que atraviesa
- Prefectura de Tokushima
  - Ciudad de Tokushima
  - Ciudad de Naruto

- Prefectura de Kagawa
  - Ciudad de Takamatsu
  - Ciudad de Sakaide (坂出市 Sakaide-shi?)
  - Ciudad de Marugame (丸亀市 Marugame-shi?)

- Prefectura de Ehime
  - Ciudad de Shikokuchuo
  - Ciudad de Niihama
  - Ciudad de Saijo
  - Ciudad de Toon
  - Ciudad de Matsuyama

## Características
- Es la Ruta Nacional con la menor numeración de la Región de Shikoku, región que carece de una Ruta Nacional con numeración de una única cifra.
- Es la ruta más importante de la región, atravesando las ciudades de Tokushima, Naruto, Takamatsu, Sakaide, Marugame, Miyoshi (三豊市 Miyoshi-shi?), Kanonji (観音寺市 Kan'onji-shi?), Shikokuchuo, Niihama, Saijo, Toon y Matsuyama, todas ciudades principales para sus respectivas Prefecturas. Especialmente en las prefecturas de Ehime y Tokushima, los núcleos poblacionales se concentran en torno a esta ruta.
- El tráfico es intenso, sobre todo en la capitales prefecturales, y en cercanías del Gran Puente del Río Yoshino (吉野川大橋 Yoshinogawa-Oohashi?) se registran 85.000 vehículos/día (2003), siendo la más transitada de la Región de Shikoku. En su paso por las ciudades de Matsuyama y Takamatsu llega a tener tres carriles por mano.
- En sus márgenes se levantan grandes complejos comerciales y gastronómicos. Además el tramo que va desde las ciudades de Toon a Saijo, conocido como Sakurasanri (桜三里?), es una de las zonas predilectas para apreciar las flores de sakura.

## Historia
- 1885: el tramo entre las ciudades de Marugame y Matsuyama es declarado Ruta Nacional 31, y el tramo en cercanías de la Ciudad de Tokushima es declarado Ruta Nacional 30.
- 1889: el 16 de marzo el tramo entre las ciudades de Marugame y Takamatsu es declarado Ruta Nacional 50.
- 1920: la Ruta Nacional 30 pasa a ser la Ruta Nacional 21, la Ruta Nacional 50 (que hasta entonces llegaba solo hasta la Ciudad de Takamatsu) es extendida hasta la Ciudad de Tokushima y pasa a denominarse Ruta Nacional 22, la Ruta Nacional 32 (que comunicaba las ciudades de Marugame y Kochi) pasa a ser la Ruta Nacional 23, y la Ruta Nacional 31 pasa a ser la Ruta Nacional 24.
- 1952: el 4 de diciembre se declara Ruta Nacional Principal 11 el recorrido que une las ciudades de Tokushima y Matsuyama.
- 1965: el 1° de abril se elimina la diferenciación entre ruta nacional principal y secundaria, pasando a ser simplemente la Ruta Nacional 11.

- Datos: Q1138640
- Multimedia: Route 11 (Japan) / Q1138640